# Caurinella idahoensis
Caurinella idahoensis is een haft uit de familie Ephemerellidae. De wetenschappelijke naam van de soort is voor het eerst geldig gepubliceerd in 1984 door Allen.
De soort komt voor in het Nearctisch gebied.